# Pinarejo
Pinarejo és un municipi de la província de Conca, a la comunitat autònoma de Castella-La Manxa. El 2020 tenia 203 habitants.